# Родионовская улица
Родионовская улица — улица в Северо-Западном административном округе Москвы, в районе Куркино.

## Происхождение названия
Названа в 1986 году в память о лётчике Михаиле Александровиче Родионове (1918—1942), который погиб, совершая таран вражеского самолета на подступах к Москве. Вскоре после гибели имя героя было присвоено деревне Новая Лужа Химкинского района; после её исчезновения сохранялось в названиях Родионовского сельсовета (ныне упразднён) и улицы Родионова (с 1980 года) в Химках. Ранее улица представляла собой западную часть Нагорного шоссе (восточная его часть находится в Химках), названного по направлению к бывшему дому отдыха старых большевиков «Нагорное». После включения в 1985 году деревни Куркино в состав Москвы, западный участок шоссе был переименован в Родионовскую улицу во избежание одноименности.

## Описание
Родионовская улица проходит с востока на запад. Начинается от Новокуркинского шоссе как продолжение Нагорного шоссе Химок, пересекает улицу Соловьиная Роща и Соколово-Мещерскую улицу и выходит на Новогорскую улицу.

## Примечательные здания
По нечётной стороне:
- № 9 — Библиотека семейного чтения № 239;

По чётной стороне:
- № 6/7 и 8 — Центр образования «Школа здоровья» № 2005;
- № 10, корпус 2 — Городская поликлиника № 219, филиал № 4 (ГП 200);
- № 14 — Храм Святого Благоверного Великого князя Александра Невского в Куркино. Сооружён в 1995 году на территории Первой Севастопольской Краснознаменной орденов Александра Невского и Красной Звезды бригады связи (Первая бригада связи, в/ч 55338). Сейчас на бывшей территории военной части находится жилая застройка.
- № 16, корпус 3А — Администрация муниципального округа Куркино (Муниципалитет); Управа района Куркино.